# ۱۱۲۹ (قمری)
۱۱۲۹ (قمری)، هزار و صد و بیست و نهمین سال در گاهشماری هجری قمری است. اول محرم این سال برابر با شانزدهم دسامبر سال ۱۷۱۶ میلادی است.